# Полдарай
Полдара́й (рос. Полдарай) — присілок в Глазовському районі Удмуртії, Росія.

## Населення
Населення — 87 осіб (2010; 114 в 2002).
Національний склад станом на 2002 рік:
- удмурти — 89 %

## Урбаноніми[3]
- вулиці — Полдараївська, Радгоспна